# Hláska (dopravna)

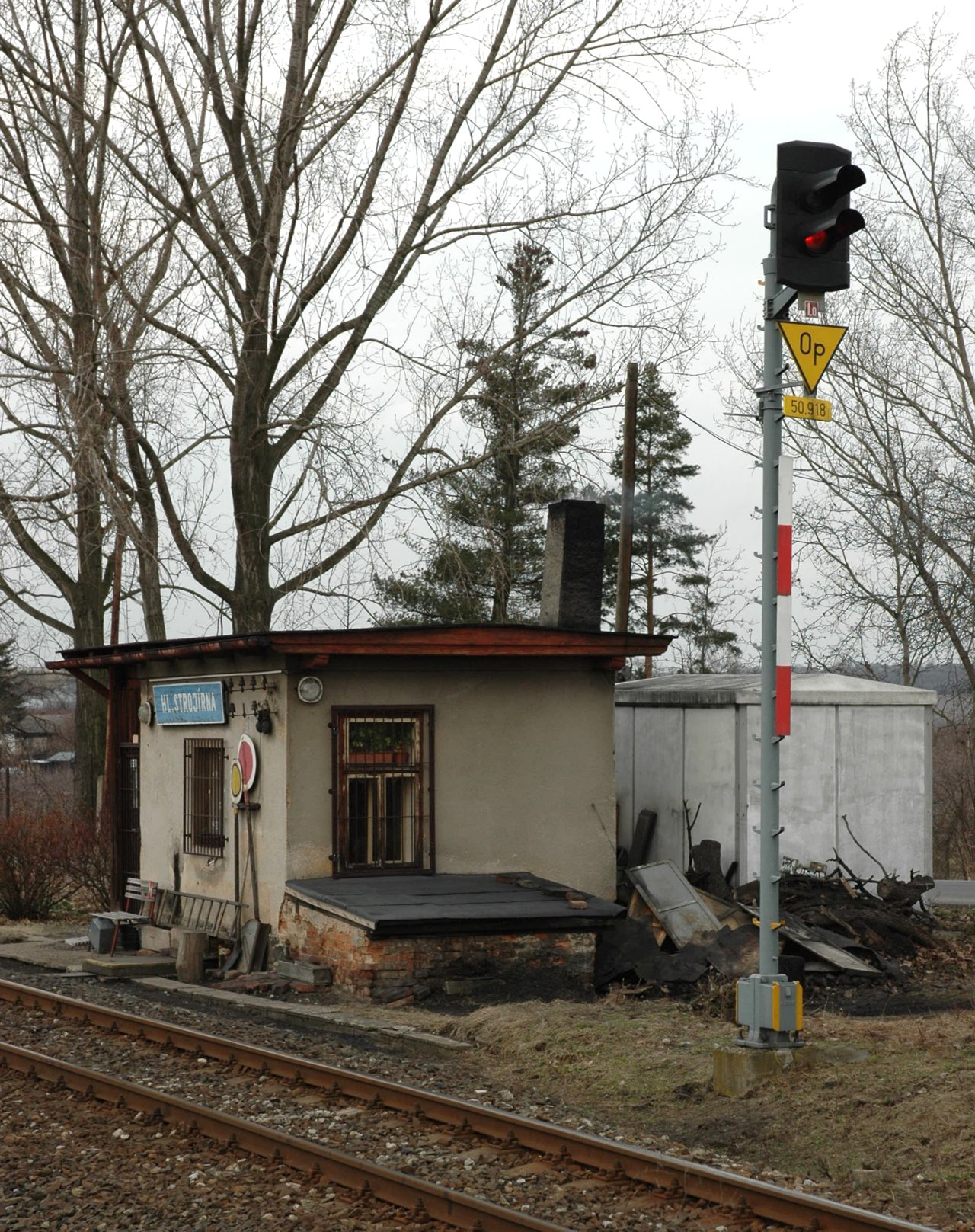
Hláska Strojírna na železniční trati Kralupy nad Vltavou – Louny

Hláska je dopravna na železniční trati bez kolejového rozvětvení. Je vybavena oddílovými návěstidly (převážně pro každý směr jedno), která na základě telefonických hlášení z okolních dopraven ovládá hláskař. 
V mezistaničním úseku rozděleném hláskou (hláskami) se jízda vlaku zabezpečuje telefonickým dorozumíváním. Návěstidla jsou bez závislostí na zabezpečovacím zařízení.
S rostoucí modernizací železničních drah počet hlásek rychle klesá. Na začátku roku 2023 tak zbývají v provozu dvě hlásky – Blešno a Petrovice (trať Velký Osek – Choceň). Ukončení provozu hlásek Blešno a Petrovice se předpokládá s modernizací trati, která je plánována na rok 2025.
Během výluk se rovněž aktivují hlásky na trati 072 mezi Lysou nad Labem a Ústím nad Labem, kde je za běžného provozu autoblok.

## Princip fungování
Jako vzorový nám poslouží jednokolejný mezistaniční úsek rozdělený jednou hláskou na dva traťové oddíly. Osobní vlak číslo 6485 pojede ze stanice Rybníky do stanice Potok, mezi nimiž je hláska Les. Výpravčí stanice Rybníky nabízí vlak do stanice Potok a hláskař hlásky Les poslouchá jejich rozhovor.
Výpravčí žst. Rybníky: „Přijmete vlak 6485 s odjezdem z Rybníků v 8.15? Novák“ (nabídka)
Výpravčí žst. Potok: „Ano, přijímám vlak 6485 s odjezdem z Rybníků v 8.15. Starý“ (přijetí)
Hláskař po přijetí vlaku výpravčím v Potoku potvrdí, že rozhovor slyšel a rozuměl mu: „Hláska Les rozumí.“
V případě, že žst. Potok vlak nemůže přijmout, odpoví výpravčí žst. Potok na nabídku vlaku takto: „Nikoliv, čekejte. Starý“. Zároveň sdělí důvod odmítnutí vlaku a předpokládaný čas pominutí důvodu k odmítnutí. Pomine-li tento důvod, vyzve výpravčí žst. Potok výpravčího žst. Rybníky k opakování nabídky.
Vlak po vypravení ze stanice Rybníky projede kolem oddílového návěstidla hlásky Les a jakmile se hláskař přesvědčí o celistvosti vlaku, přestaví oddílové návěstidlo na návěst Stůj a udělí stanici Rybníky odhlášku: „Vlak 6485 v Lese. Holý“. Výpravčí stanice Rybníky potvrdí, že odhlášku přijal: „Vlak 6485 v Lese. Rozuměl Novák“. Nyní je možné nabídnout další vlak stejného směru, protože traťový oddíl mezi stanicí Rybníky a hláskou Les je volný.
Po vjezdu do stanice Potok zkontroluje výpravčí nebo výhybkář celistvost vlaku a výpravčí udělí odhlášku na hlásku Les: „Vlak 6485 v Potoce. Starý“. Hláskař potvrdí přijetí odhlášky slovy: „Vlak 6485 v Potoce. Rozuměl Holý“.
Celý mezistaniční úsek je volný a je možné nabídnout vlak opačného směru.

### Hláska Blešno

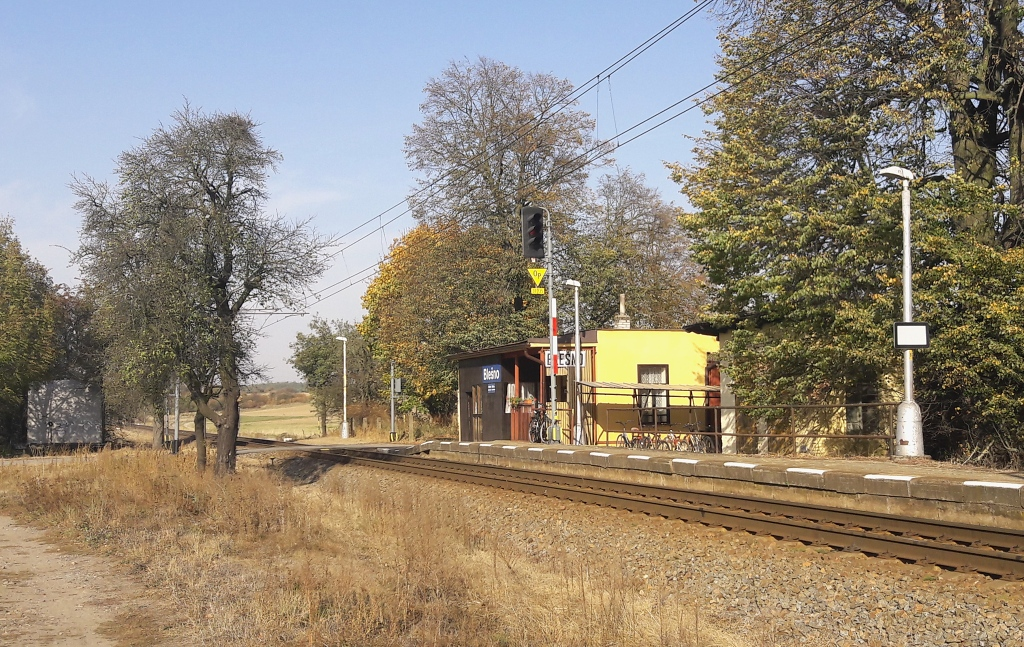
Hláska a zastávka Blešno – budova zastávky, staré záchody a návěstidlo pro směr do Hradce Králové
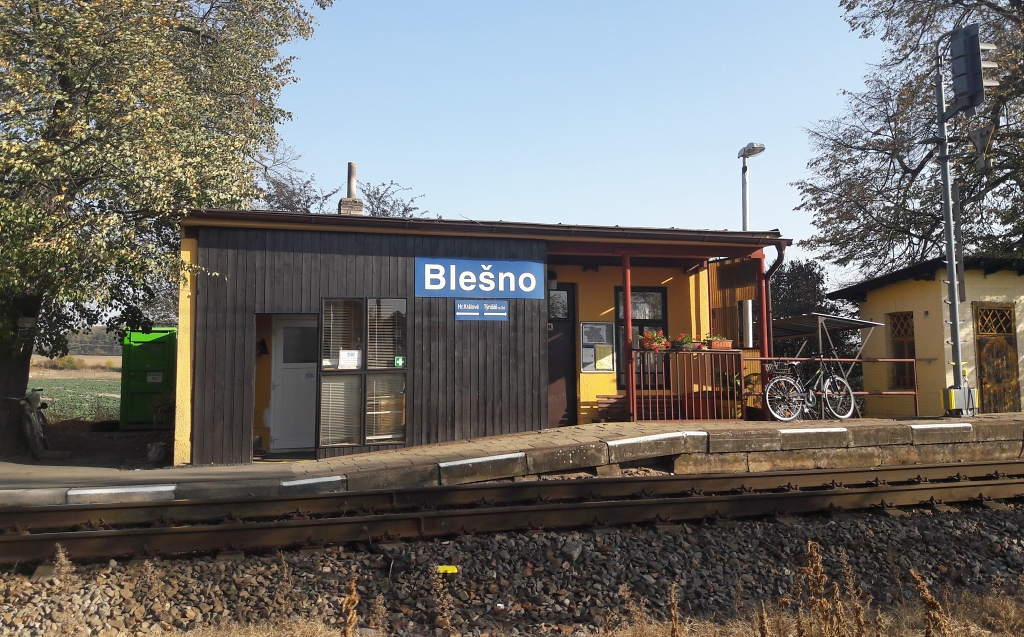
Hláska a zastávka Blešno – služební místnost vlevo, čekárna vpravo
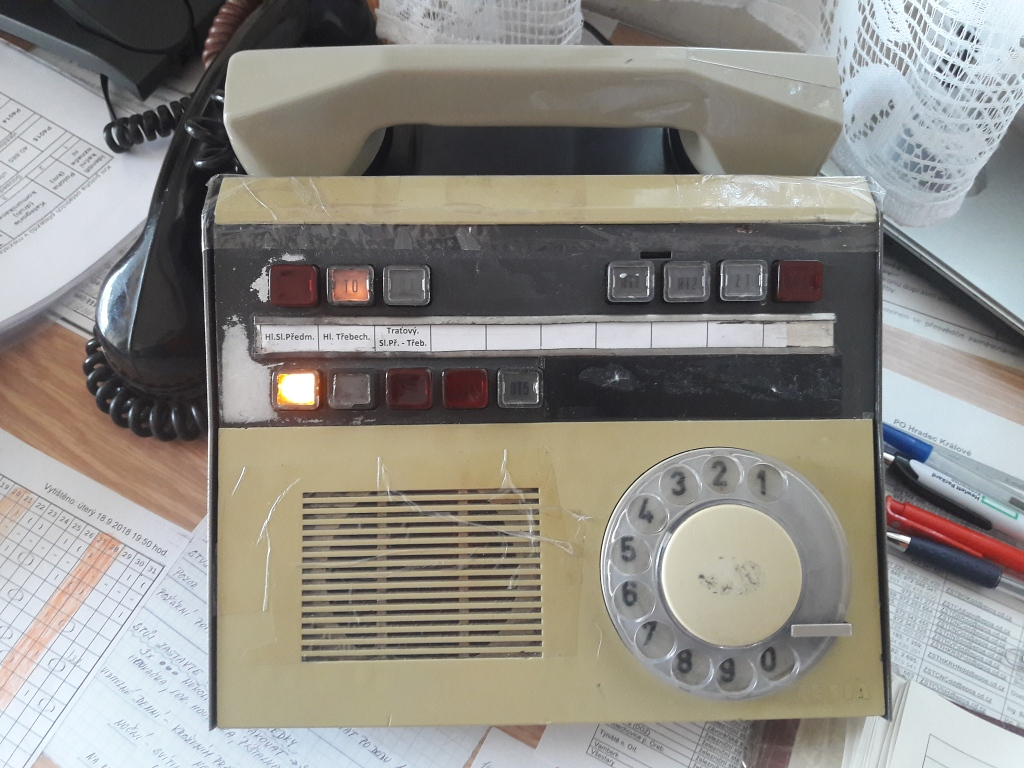
Hláska Blešno – telefon hláskový + traťový
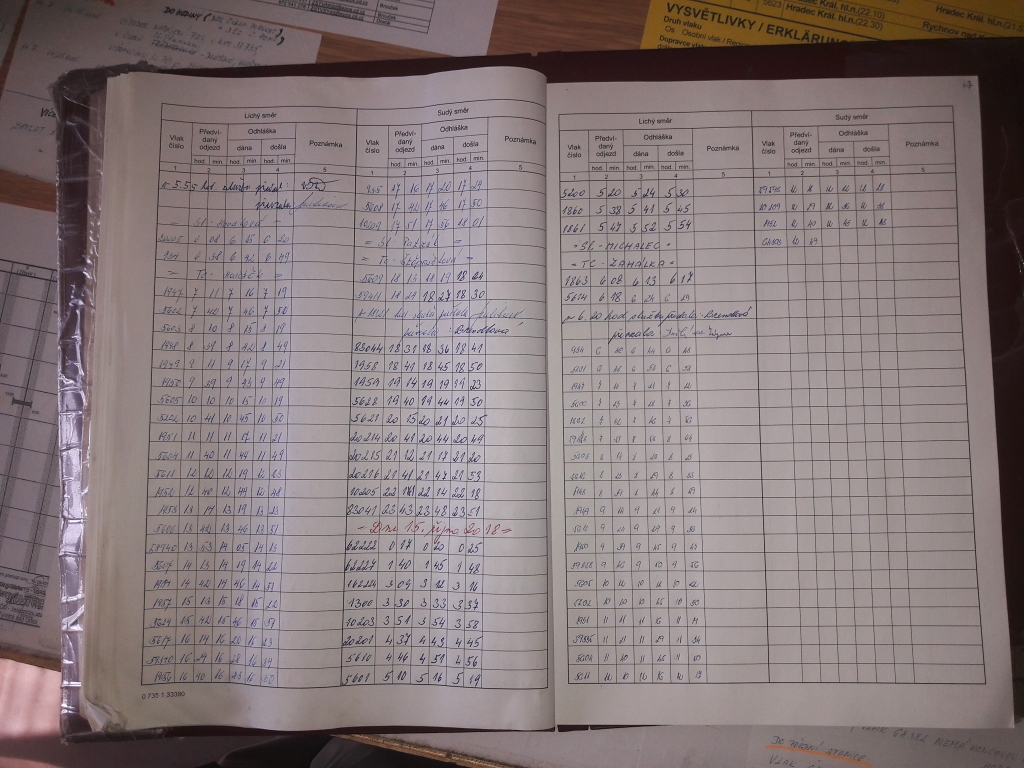
Hláska Blešno – zápisník odhlášek a předvídaných odjezdů
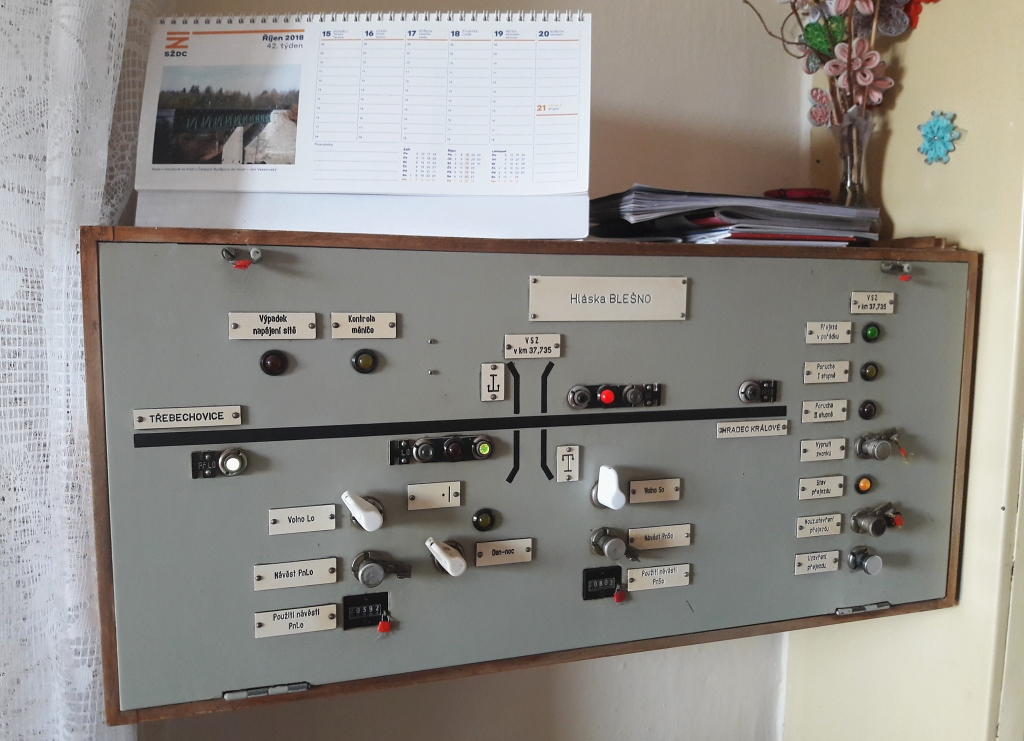
Hláska a zastávka Blešno – ovládání návěstidel a přejezdu
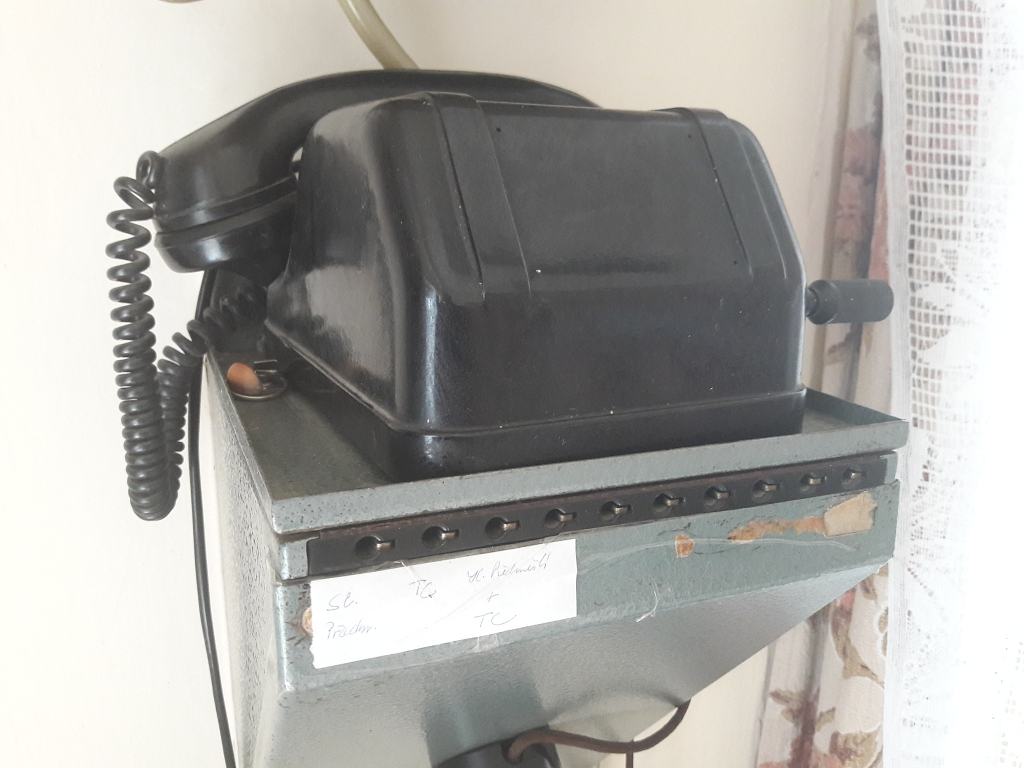
Hláska Blešno – náhradní telefon

### Hláska Petrovice nad Orlicí

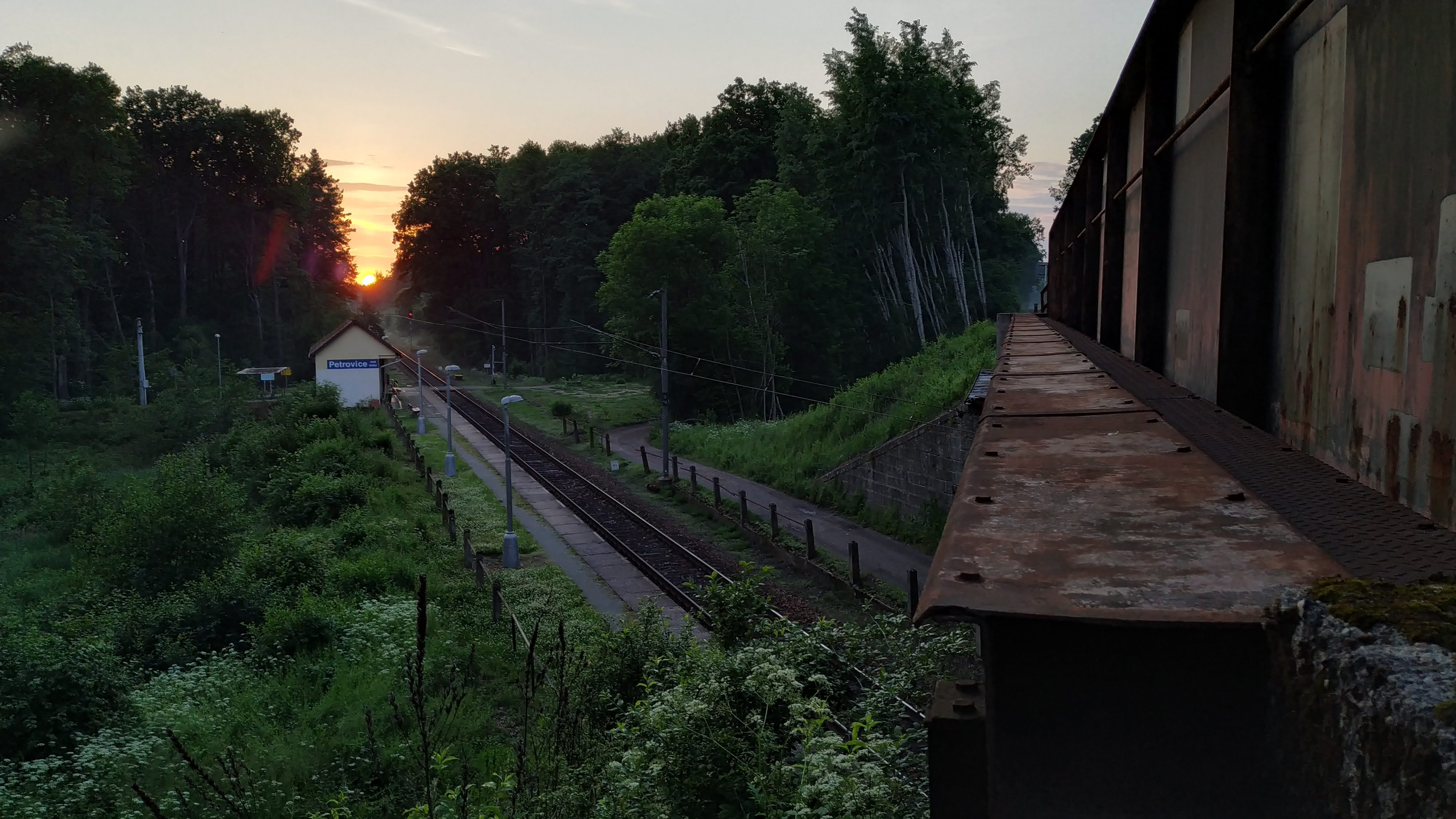
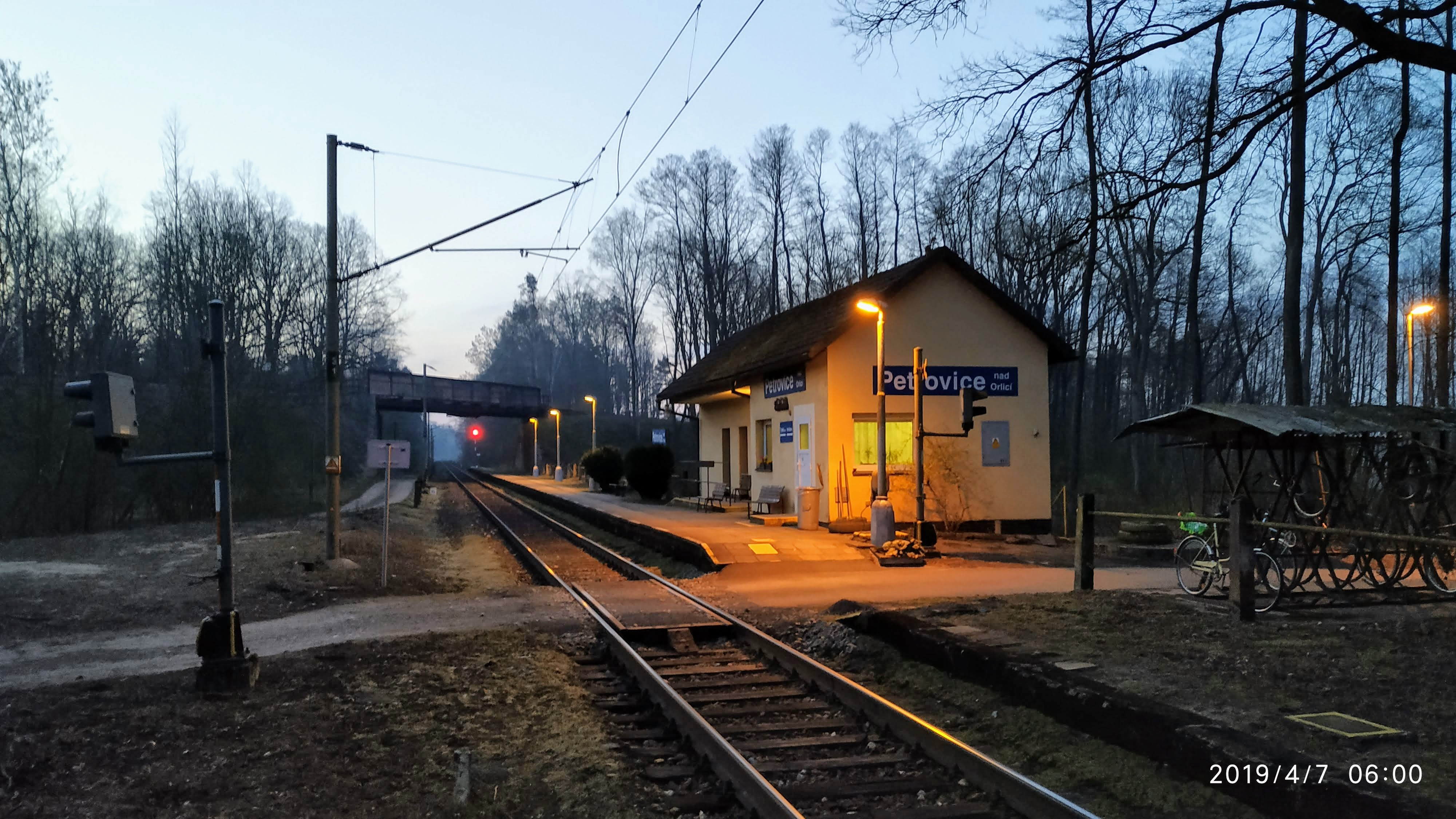
Hl. Petrovice nad Orlicí